# Hydropsyche dicantha
Hydropsyche dicantha là một loài Trichoptera trong họ Hydropsychidae. Chúng phân bố ở miền Tân bắc.